# Problema de Heesch
Em geometria, o número de Heesch de uma forma é o número máximo de camadas de cópias da mesma forma geométrica que podem envolvê-la sem sobreposições e sem lacunas. O problema de Heesch é o problema de determinar o conjunto de números que podem ser números de Heesch. Ambos são nomeados em homenagem ao matemático alemão Heinrich Heesch.  

Um polígono com número de Heesch 6, descoberto por Bojan Bašić em 2020

Um polígono com número de Heesch 5, descoberto por Casey Mann

Por exemplo, um quadrado pode ser cercado por infinitas camadas de quadrados congruentes no ladrilho quadrado, enquanto um círculo não pode ser cercado nem por uma única camada de círculos congruentes sem deixar algumas lacunas. O número de Heesch do quadrado é infinito e o número de Heesch do círculo é zero.